# Třída Kralj
Třída Kralj je třída raketových člunů Chorvatského námořnictva. Celkem byly Postaveny dvě jednotky této třídy. Dokončeny byly v letech 1992 a 2001.

## Pozadí vzniku

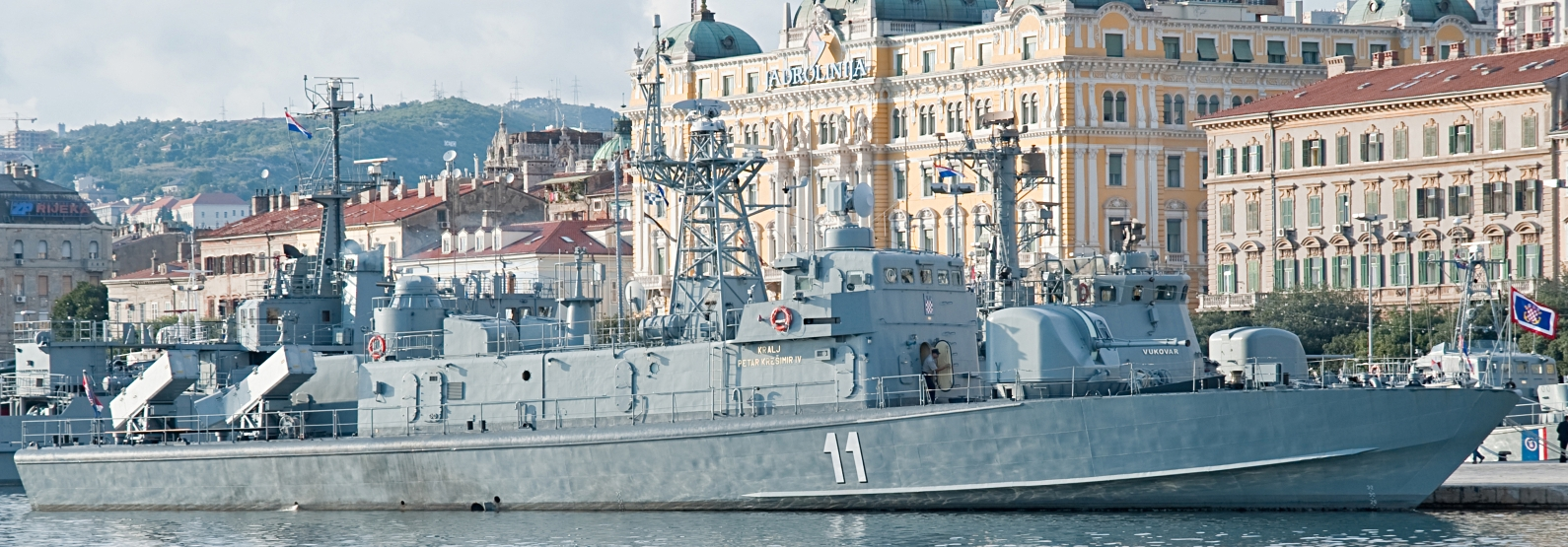
Kralj Petar Krešimir IV

Celá třída původně vznikla na objednávku Jugoslávie jako třída úderných raketových člunů třídy Kobra. Předpokládalo se, že jugoslávské námořnictvo do služby zařadí čtyři tyto své nejvýkonnější raketové čluny. Stavba první jednotky začala roku 1991 v loděnicích v Kraljevici, dokončena však již byla po občanské válce a vzniku nezávislého Chorvatska. Námořnictvo ji od roku 1992 provozuje jako Kralj Petar Krešimir IV. Roku 2001 byla dokončena sesterská loď Kralj Dmitar Zvonimir.
Jednotky třídy Kralj:
| Jméno                                             | Spuštěn         | Přijetí do služby | Osud    |
| ------------------------------------------------- | --------------- | ----------------- | ------- |
| Kralj Petar Krešimir IV (RTOP11, ex Srgej Mašera) | 21. března 1992 | 7. července 1992  | aktivní |
| Kralj Dmitar Zvonimir (RTOP12, ex Milan Spasič)   | 30. března 2001 | 16. září 2001     | aktivní |

## Konstrukce

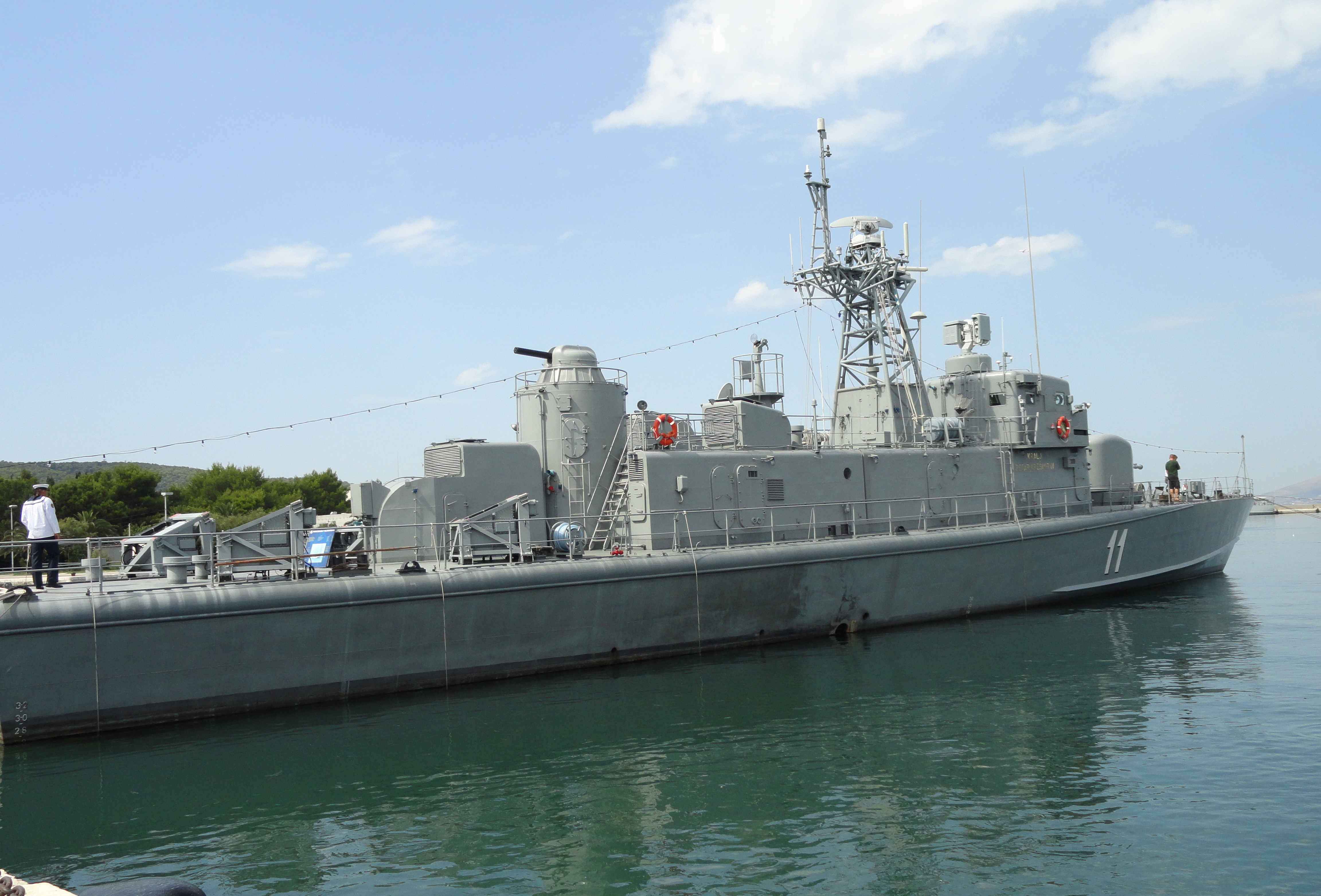
Kralj Petar Krešimir IV

Čluny jsou vybaveny radary Decca RM1290A, Decca BT502, 9LV249 Mk.2 a sonarem PP10M. Hlavňovou výzbroj člunů tvoří jeden 57mm kanón Bofors L/70 Mk1 v dělové věži na přídi, jeden ruský systém blízké obrany AK-630M v zadní části nástavby a dva 12,7mm kulomety. K ničení lodí slouží čtyři až osm švédských protilodních střel RBS-15. Pohonný systém tvoří tři diesely M-504B, o celkovém výkonu 15 000 bhp, pohánějící tři lodní šrouby. Nejvyšší rychlost dosahuje 36 uzlů. Dosah je 1700 námořních mil při rychlosti dvacet uzlů (u druhé jednotky osmnáct uzlů).